# Giulio Augello
Giulio Augello (Cosenza, 26 settembre 1921 – Piobesi Torinese, 11 dicembre 1944) è stato un partigiano italiano.
Frequenta l'Accademia militare di Modena e poi, a Roma, il 7º Corso per unità corazzate. Viene mandato al Centro di addestramento di Pinerolo col grado di tenente. Al momento dell'armistizio il giovane ufficiale si trova a Roma, dove combatteva contro i tedeschi nella difesa della Capitale. Quando la città fu occupata, Augello raggiunse le formazioni partigiane in Piemonte e assunse il comando di un reparto di "arditi sabotatori". 
Dopo l'eroica morte, un distaccamento di  Giustizia e Libertà operante presso Rivoli e Torino divenne la Brigata Dinamite « Giulio Augello ».
Gli è stata conferita la medaglia d'oro al valore militare alla memoria.